# Xanthorhoe abraxina
Xanthorhoe abraxina là một loài bướm đêm trong họ Geometridae.